# Basket-ball aux Jeux paralympiques d'été de 2024
Navigation
Tokyo 2020 Los Angeles 2028
Le basket-ball aux Jeux paralympiques d'été de 2024 se déroulent du 29 août au 8 septembre 2024 au  Palais omnisports de Paris-Bercy, en France. Il s'agit de la 17e apparition du basket-ball en fauteuil roulant aux Jeux paralympiques.
Comme pour l'édition précédente, deux finales figurent au programme de cette compétition (une masculine et une féminine).
La compétition est marquée par le nombre record de spectateurs qui ont assisté aux sessions de basket fauteuil.
L'Américain Jake Williams et la Néerlandaise Bo Kramer sont désignés MVP de la compétition.

## Organisation

### Calendrier
| Épreuve ↓ / Date → | Je 29 | Ve 30 | Sa 31 | Di 1er | Lu 2 | Ma 3 | Me 4 | Je 5 | Ve 6 | Sa 7 | Di 8 |
| ------------------ | ----- | ----- | ----- | ------ | ---- | ---- | ---- | ---- | ---- | ---- | ---- |
| Tournoi masculin   | P     | P     | P     | P      | P    | ¼    |      | ½    |      | F    |      |
| Tournoi féminin    | P     | P     | P     | P      | P    |      | ¼    |      | ½    |      | F    |

| - P : premiers tours - ¼ : quarts de finale - ½ : demi-finales - F : finales |

### Classification
Les joueurs de basket-ball en fauteuil roulant sont des handicapés souffrant de lésions de la moelle épinière, d'amputations, d'encéphalite ou d'autres handicaps moteurs.
Les athlètes handicapés moteurs sont classés en catégories selon leurs fonctionnalités. Ils reçoivent entre 1 et 4,5 points. Le joueur avec le plus de points est celui qui a le plus de facilité à se mouvoir, :
| Catégorie  | Observations |
| ---------- | --- |
| Classe 1   | Ces athlètes sans abdominaux ne peuvent exercer une rotation active du tronc. De façon générale, ce sont les paraplégiques de niveau jusqu'à D7 et au-dessus. |
| Classe 2   | Ces athlètes peuvent exécuter une rotation du tronc et développer une stabilité active; soit les paraplégiques de niveau D8 à L1. |
| Classe 3   | Ces athlètes ont une parfaite mobilité dans le plan sagittal, ils peuvent se pencher en avant et se relever sans s'aider de leurs bras. Ce sont de façon générale les paraplégiques de niveau L2 à L4 (le niveau de lésion médullaire n'est donné qu'à titre informatif, nous retrouvons un grand nombre de sportifs avec un autre handicap qu'une paraplégie). |
| Classe 4   | Ces athlètes ont une mobilité active sur le plan sagittal et frontal, et peuvent se pencher sur au moins un côté en associant parfois un mouvement d'abduction de hanches pour maintenir leur équilibre. Ils ont en général un niveau neurologique L5 et en dessous.                                                                                            |
| Classe 4.5 | Amputations et handicaps minimes. Mouvements illimités du tronc (avant-arrière et latéral). Potentiel optimum des fonctions aux rebonds. |

Certains pays placent les athlètes sans handicap (utilisant donc le fauteuil roulant simplement comme objet sportif) en classe 5.
Le nombre total de points de chaque équipe ne peut pas être supérieur en international à 14 points (en additionnant les points des cinq joueurs).

## Qualification
La qualification pour les Jeux paralympiques d'été de 2024 en basket-fauteuil se déroule en deux étapes. L'organisateur (la France) n'est qualifié automatiquement ni chez les hommes ni chez les femmes en raison de la réduction du nombre de participants.
En premier lieu, les classements des championnats du monde 2022 (reportés en juin 2023) masculin et féminin octroient aux différentes zones autant de spots de qualification directes qu'elles comptent d'équipes qualifiées pour les demi-finales de la compétition. Ainsi, chez les hommes comme chez les femmes, la zone Europe a remporté 2 spots de qualification directe, les Amériques 1 et la zone Asie/Océanie 1. Les quatre places restantes sont attribuées via le Tournoi de Qualification Paralympique (TQP), réunissant huit équipes, chaque zone remportant un de ces huit spots via le classement de ses membres lors du Mondial 2022 entre les places 5 à 9 (ou 5 à 10 si la France est présente) :
| Tournoi Masculin                                              | Tournoi Masculin                                                                          | Tournoi féminin                                               | Tournoi féminin                                                                                 |
| Qualification directe aux championnats continentaux 2023/2024 | Qualification TQP Repêchage 2024                                                          | Qualification directe aux championnats continentaux 2023/2024 | Qualification TQP Repêchage 2024                                                                |
| ------------------------------------------------------------- | ----------------------------------------------------------------------------------------- | ------------------------------------------------------------- | ----------------------------------------------------------------------------------------------- |
| - Grande-Bretagne - Espagne - États-Unis - Australie          | - Pays-Bas - Allemagne - Canada - France Éliminé au TQP- Colombie - Iran - Italie - Maroc | - Pays-Bas - Grande-Bretagne - États-Unis - Chine             | - Canada - Espagne - Allemagne - Japon Éliminé au TQP- Algérie - Thaïlande - France - Australie |

Le format du tirage au sort est annoncé le 19 janvier 2024, au cours du championnat d'Asie-Océanie. Pour les hommes comme pour les femmes, les équipes sont appairées selon leurs zones et leur classement au ranking IWBF, avant d'être tirées au sort dans les groupes A ou B. Les hôtes des TQP, respectivement la France chez les hommes et le Japon chez les femmes, peuvent choisir leur groupe à l'issue du tirage des autres équipes. Des quarts de finale sont ensuite organisés en croisant les poules, chaque vainqueur obtenant sa qualification pour le tournoi paralympique.

## Tournoi masculin
| \| Rang \| Équipe \| Pts \| J \| G \| P \| Pp \| Pc \| Diff \| \| ---- \| --------------- \| --- \| - \| - \| - \| --- \| --- \| ---- \| \| 1 \| Grande-Bretagne \| 6 \| 3 \| 3 \| 0 \| 249 \| 163 \| 86 \| \| 2 \| Canada \| 5 \| 3 \| 2 \| 1 \| 209 \| 204 \| 5 \| \| 3 \| Allemagne \| 4 \| 3 \| 1 \| 2 \| 175 \| 208 \| -33 \| \| 4 \| France \| 3 \| 3 \| 0 \| 3 \| 182 \| 240 \| -58 \| Équipe qualifiée ou victorieuse; Pts = points de classement; J = joués; G = gagnés; P = perdus; Pp = point pour; Pc = point contre; Diff = différence de points |                 |     |   |   |   |     |     |      |
| Rang | Équipe          | Pts | J | G | P | Pp  | Pc  | Diff |
| 1 | Grande-Bretagne | 6   | 3 | 3 | 0 | 249 | 163 | 86   |
| 2 | Canada          | 5   | 3 | 2 | 1 | 209 | 204 | 5    |
| 3 | Allemagne       | 4   | 3 | 1 | 2 | 175 | 208 | -33  |
| 4 | France          | 3   | 3 | 0 | 3 | 182 | 240 | -58  |

| Rang | Équipe          | Pts | J | G | P | Pp  | Pc  | Diff |
| ---- | --------------- | --- | - | - | - | --- | --- | ---- |
| 1    | Grande-Bretagne | 6   | 3 | 3 | 0 | 249 | 163 | 86   |
| 2    | Canada          | 5   | 3 | 2 | 1 | 209 | 204 | 5    |
| 3    | Allemagne       | 4   | 3 | 1 | 2 | 175 | 208 | -33  |
| 4    | France          | 3   | 3 | 0 | 3 | 182 | 240 | -58  |

| \| Rang \| Équipe \| Pts \| J \| G \| P \| Pp \| Pc \| Diff \| \| ---- \| ---------- \| --- \| - \| - \| - \| --- \| --- \| ---- \| \| 1 \| États-Unis \| 6 \| 3 \| 3 \| 0 \| 202 \| 159 \| 43 \| \| 2 \| Espagne \| 5 \| 3 \| 2 \| 1 \| 192 \| 179 \| 13 \| \| 3 \| Pays-Bas \| 4 \| 3 \| 1 \| 2 \| 153 \| 183 \| -30 \| \| 4 \| Australie \| 3 \| 3 \| 0 \| 3 \| 184 \| 210 \| -26 \| Équipe qualifiée ou victorieuse; Pts = points de classement; J = joués; G = gagnés; P = perdus; Pp = point pour; Pc = point contre; Diff = différence de points |            |     |   |   |   |     |     |      |
| Rang | Équipe     | Pts | J | G | P | Pp  | Pc  | Diff |
| 1 | États-Unis | 6   | 3 | 3 | 0 | 202 | 159 | 43   |
| 2 | Espagne    | 5   | 3 | 2 | 1 | 192 | 179 | 13   |
| 3 | Pays-Bas   | 4   | 3 | 1 | 2 | 153 | 183 | -30  |
| 4 | Australie  | 3   | 3 | 0 | 3 | 184 | 210 | -26  |

| Rang | Équipe     | Pts | J | G | P | Pp  | Pc  | Diff |
| ---- | ---------- | --- | - | - | - | --- | --- | ---- |
| 1    | États-Unis | 6   | 3 | 3 | 0 | 202 | 159 | 43   |
| 2    | Espagne    | 5   | 3 | 2 | 1 | 192 | 179 | 13   |
| 3    | Pays-Bas   | 4   | 3 | 1 | 2 | 153 | 183 | -30  |
| 4    | Australie  | 3   | 3 | 0 | 3 | 184 | 210 | -26  |

### Phase finale
|  | Quarts de finale | Quarts de finale | Quarts de finale | Quarts de finale |                 |                 | Demi-finales | Demi-finales | Demi-finales                  | Demi-finales                  |                               |                               | Finale      | Finale      | Finale      | Finale      |
|  |                  |                  |                  |                  |                 |                 |              |              |                               |                               |                               |                               |             |             |             |             |
|  | 3 septembre      | 3 septembre      | 3 septembre      | 3 septembre      |                 |                 | 5 septembre  | 5 septembre  | 5 septembre                   | 5 septembre                   |                               |                               | 7 septembre | 7 septembre | 7 septembre | 7 septembre |
|  | 3 septembre      | 3 septembre      | 3 septembre      | 3 septembre      |                 |                 | 5 septembre  | 5 septembre  | 5 septembre                   | 5 septembre                   |                               |                               | 7 septembre | 7 septembre | 7 septembre | 7 septembre |
|  | A1               | Grande-Bretagne  | 84               | 84               |                 |                 | 5 septembre  | 5 septembre  | 5 septembre                   | 5 septembre                   |                               |                               | 7 septembre | 7 septembre | 7 septembre | 7 septembre |
|  | A1               | Grande-Bretagne  | 84               | 84               |                 |                 | 5 septembre  | 5 septembre  | 5 septembre                   | 5 septembre                   |                               |                               | 7 septembre | 7 septembre | 7 septembre | 7 septembre |
|  | B4               | Australie        | 64               | 64               |                 |                 | 5 septembre  | 5 septembre  | 5 septembre                   | 5 septembre                   |                               |                               | 7 septembre | 7 septembre | 7 septembre | 7 septembre |
|  | B4               | Australie        | 64               | 64               | Grande-Bretagne | Grande-Bretagne | 71           | 71           |                               |                               |                               |                               | 7 septembre | 7 septembre | 7 septembre | 7 septembre |
|  | 3 septembre      |                  |                  |                  | Grande-Bretagne | Grande-Bretagne | 71           | 71           |                               |                               |                               |                               | 7 septembre | 7 septembre | 7 septembre | 7 septembre |
|  |                  |                  | Allemagne        | Allemagne        | 43              | 43              |              |              |                               |                               |                               |                               | 7 septembre | 7 septembre | 7 septembre | 7 septembre |
|  | B2               | Espagne          | Allemagne        | Allemagne        | 43              | 43              | 49           | 49           |                               |                               |                               |                               | 7 septembre | 7 septembre | 7 septembre | 7 septembre |
|  | B2               | Espagne          | 5 septembre      |                  |                 |                 | 49           | 49           |                               |                               |                               |                               | 7 septembre | 7 septembre | 7 septembre | 7 septembre |
|  | A3               | Allemagne        | 57               | 57               |                 |                 |              |              |                               |                               |                               |                               | 7 septembre | 7 septembre | 7 septembre | 7 septembre |
|  | A3               | Allemagne        | 57               | 57               | Grande-Bretagne | Grande-Bretagne | 69           | 69           |                               |                               |                               |                               |             |             |             |             |
|  | 3 septembre      |                  |                  |                  | Grande-Bretagne | Grande-Bretagne | 69           | 69           |                               |                               |                               |                               |             |             |             |             |
|  |                  |                  | États-Unis       | États-Unis       | 73              | 73              |              |              |                               |                               |                               |                               |             |             |             |             |
|  | A2               | Canada           | États-Unis       | États-Unis       | 73              | 73              | 79           | 79           |                               |                               |                               |                               |             |             |             |             |
|  | A2               | Canada           |                  |                  |                 |                 |              |              |                               |                               |                               |                               |             |             |             |             |
|  | B3               | Pays-Bas         | 67               | 67               |                 |                 |              |              |                               |                               |                               |                               |             |             |             |             |
|  | B3               | Pays-Bas         | 67               | 67               | Canada          | Canada          | 43           | 43           | Match pour la troisième place | Match pour la troisième place | Match pour la troisième place | Match pour la troisième place |             |             |             |             |
|  | 3 septembre      |                  |                  |                  | Canada          | Canada          | 43           | 43           | Match pour la troisième place | Match pour la troisième place | Match pour la troisième place | Match pour la troisième place |             |             |             |             |
|  |                  |                  | États-Unis       | États-Unis       | 80              | 80              |              |              | 7 septembre                   | 7 septembre                   | 7 septembre                   | 7 septembre                   |             |             |             |             |
|  | B1               | États-Unis       | États-Unis       | États-Unis       | 80              | 80              | 82           | 82           | 7 septembre                   | 7 septembre                   | 7 septembre                   | 7 septembre                   |             |             |             |             |
|  | B1               | États-Unis       |                  |                  |                 |                 |              | 82           |                               |                               | Allemagne                     | Allemagne                     | 75          | 75          |             |             |
|  | A4               | France           | 47               | 47               |                 |                 |              |              |                               |                               | Allemagne                     | Allemagne                     | 75          | 75          |             |             |
|  | A4               | France           | 47               | 47               | Canada          | Canada          | 62           | 62           |                               |                               |                               |                               |             |             |             |             |
|  |                  |                  |                  |                  |                 |                 |              |              |                               |                               |                               |                               |             |             |             |             |

## Tournoi féminin
| \| Rang \| Équipe \| Pts \| J \| G \| P \| Pp \| Pc \| Diff \| \| ---- \| --------------- \| --- \| - \| - \| - \| --- \| --- \| ---- \| \| 1 \| Chine \| 6 \| 3 \| 3 \| 0 \| 196 \| 150 \| 46 \| \| 2 \| Canada \| 5 \| 3 \| 2 \| 1 \| 209 \| 173 \| 36 \| \| 3 \| Grande-Bretagne \| 4 \| 3 \| 1 \| 2 \| 170 \| 159 \| 11 \| \| 4 \| Espagne \| 3 \| 3 \| 0 \| 3 \| 121 \| 214 \| -93 \| Équipe qualifiée ou victorieuse; Pts = points de classement; J = joués; G = gagnés; P = perdus; Pp = point pour; Pc = point contre; Diff = différence de points |                 |     |   |   |   |     |     |      |
| Rang | Équipe          | Pts | J | G | P | Pp  | Pc  | Diff |
| 1 | Chine           | 6   | 3 | 3 | 0 | 196 | 150 | 46   |
| 2 | Canada          | 5   | 3 | 2 | 1 | 209 | 173 | 36   |
| 3 | Grande-Bretagne | 4   | 3 | 1 | 2 | 170 | 159 | 11   |
| 4 | Espagne         | 3   | 3 | 0 | 3 | 121 | 214 | -93  |

| Rang | Équipe          | Pts | J | G | P | Pp  | Pc  | Diff |
| ---- | --------------- | --- | - | - | - | --- | --- | ---- |
| 1    | Chine           | 6   | 3 | 3 | 0 | 196 | 150 | 46   |
| 2    | Canada          | 5   | 3 | 2 | 1 | 209 | 173 | 36   |
| 3    | Grande-Bretagne | 4   | 3 | 1 | 2 | 170 | 159 | 11   |
| 4    | Espagne         | 3   | 3 | 0 | 3 | 121 | 214 | -93  |

| \| Rang \| Équipe \| Pts \| J \| G \| P \| Pp \| Pc \| Diff \| \| ---- \| ---------- \| --- \| - \| - \| - \| --- \| --- \| ---- \| \| 1 \| Pays-Bas \| 6 \| 3 \| 3 \| 0 \| 224 \| 138 \| 86 \| \| 2 \| États-Unis \| 5 \| 3 \| 2 \| 1 \| 191 \| 165 \| 26 \| \| 3 \| Allemagne \| 4 \| 3 \| 1 \| 2 \| 159 \| 196 \| -37 \| \| 4 \| Japon \| 3 \| 3 \| 0 \| 3 \| 141 \| 216 \| -75 \| Équipe qualifiée ou victorieuse; Pts = points de classement; J = joués; G = gagnés; P = perdus; Pp = point pour; Pc = point contre; Diff = différence de points |            |     |   |   |   |     |     |      |
| Rang | Équipe     | Pts | J | G | P | Pp  | Pc  | Diff |
| 1 | Pays-Bas   | 6   | 3 | 3 | 0 | 224 | 138 | 86   |
| 2 | États-Unis | 5   | 3 | 2 | 1 | 191 | 165 | 26   |
| 3 | Allemagne  | 4   | 3 | 1 | 2 | 159 | 196 | -37  |
| 4 | Japon      | 3   | 3 | 0 | 3 | 141 | 216 | -75  |

| Rang | Équipe     | Pts | J | G | P | Pp  | Pc  | Diff |
| ---- | ---------- | --- | - | - | - | --- | --- | ---- |
| 1    | Pays-Bas   | 6   | 3 | 3 | 0 | 224 | 138 | 86   |
| 2    | États-Unis | 5   | 3 | 2 | 1 | 191 | 165 | 26   |
| 3    | Allemagne  | 4   | 3 | 1 | 2 | 159 | 196 | -37  |
| 4    | Japon      | 3   | 3 | 0 | 3 | 141 | 216 | -75  |

### Phase finale
|  | Quarts de finale | Quarts de finale | Quarts de finale | Quarts de finale |            |            | Demi-finales | Demi-finales | Demi-finales                  | Demi-finales                  |                               |                               | Finale      | Finale      | Finale      | Finale      |
|  |                  |                  |                  |                  |            |            |              |              |                               |                               |                               |                               |             |             |             |             |
|  | 4 septembre      | 4 septembre      | 4 septembre      | 4 septembre      |            |            | 6 septembre  | 6 septembre  | 6 septembre                   | 6 septembre                   |                               |                               | 8 septembre | 8 septembre | 8 septembre | 8 septembre |
|  | 4 septembre      | 4 septembre      | 4 septembre      | 4 septembre      |            |            | 6 septembre  | 6 septembre  | 6 septembre                   | 6 septembre                   |                               |                               | 8 septembre | 8 septembre | 8 septembre | 8 septembre |
|  | A1               | Chine            | 62               | 62               |            |            | 6 septembre  | 6 septembre  | 6 septembre                   | 6 septembre                   |                               |                               | 8 septembre | 8 septembre | 8 septembre | 8 septembre |
|  | A1               | Chine            | 62               | 62               |            |            | 6 septembre  | 6 septembre  | 6 septembre                   | 6 septembre                   |                               |                               | 8 septembre | 8 septembre | 8 septembre | 8 septembre |
|  | B4               | Japon            | 50               | 50               |            |            | 6 septembre  | 6 septembre  | 6 septembre                   | 6 septembre                   |                               |                               | 8 septembre | 8 septembre | 8 septembre | 8 septembre |
|  | B4               | Japon            | 50               | 50               | Chine      | Chine      | 47           | 47           |                               |                               |                               |                               | 8 septembre | 8 septembre | 8 septembre | 8 septembre |
|  | 4 septembre      |                  |                  |                  | Chine      | Chine      | 47           | 47           |                               |                               |                               |                               | 8 septembre | 8 septembre | 8 septembre | 8 septembre |
|  |                  |                  | États-Unis       | États-Unis       | 50         | 50         |              |              |                               |                               |                               |                               | 8 septembre | 8 septembre | 8 septembre | 8 septembre |
|  | B2               | États-Unis       | États-Unis       | États-Unis       | 50         | 50         | 59           | 59           |                               |                               |                               |                               | 8 septembre | 8 septembre | 8 septembre | 8 septembre |
|  | B2               | États-Unis       | 6 septembre      |                  |            |            | 59           | 59           |                               |                               |                               |                               | 8 septembre | 8 septembre | 8 septembre | 8 septembre |
|  | A3               | Grande-Bretagne  | 52               | 52               |            |            |              |              |                               |                               |                               |                               | 8 septembre | 8 septembre | 8 septembre | 8 septembre |
|  | A3               | Grande-Bretagne  | 52               | 52               | États-Unis | États-Unis | 49           | 49           |                               |                               |                               |                               |             |             |             |             |
|  | 4 septembre      |                  |                  |                  | États-Unis | États-Unis | 49           | 49           |                               |                               |                               |                               |             |             |             |             |
|  |                  |                  | Pays-Bas         | Pays-Bas         | 63         | 63         |              |              |                               |                               |                               |                               |             |             |             |             |
|  | A2               | Canada           | Pays-Bas         | Pays-Bas         | 63         | 63         | 71           | 71           |                               |                               |                               |                               |             |             |             |             |
|  | A2               | Canada           |                  |                  |            |            |              |              |                               |                               |                               |                               |             |             |             |             |
|  | B3               | Allemagne        | 53               | 53               |            |            |              |              |                               |                               |                               |                               |             |             |             |             |
|  | B3               | Allemagne        | 53               | 53               | Canada     | Canada     | 61           | 61           | Match pour la troisième place | Match pour la troisième place | Match pour la troisième place | Match pour la troisième place |             |             |             |             |
|  | 4 septembre      |                  |                  |                  | Canada     | Canada     | 61           | 61           | Match pour la troisième place | Match pour la troisième place | Match pour la troisième place | Match pour la troisième place |             |             |             |             |
|  |                  |                  | Pays-Bas         | Pays-Bas         | 72         | 72         |              |              | 8 septembre                   | 8 septembre                   | 8 septembre                   | 8 septembre                   |             |             |             |             |
|  | B1               | Pays-Bas         | Pays-Bas         | Pays-Bas         | 72         | 72         | 61           | 61           | 8 septembre                   | 8 septembre                   | 8 septembre                   | 8 septembre                   |             |             |             |             |
|  | B1               | Pays-Bas         |                  |                  |            |            |              | 61           |                               |                               | Chine                         | Chine                         | 65          | 65          |             |             |
|  | A4               | Espagne          | 43               | 43               |            |            |              |              |                               |                               | Chine                         | Chine                         | 65          | 65          |             |             |
|  | A4               | Espagne          | 43               | 43               | Canada     | Canada     | 43           | 43           |                               |                               |                               |                               |             |             |             |             |
|  |                  |                  |                  |                  |            |            |              |              |                               |                               |                               |                               |             |             |             |             |

## Médaillés
| Épreuves         | Or | Argent | Bronze |
| Tournoi masculin | États-Unis- Jacob Williams - Talen Jourdan - Brian Bell - Steve Serio - Paul Schulte - Nate Hinze - Trevon Jenifer - AJ Fitzpatrick - Jorge Salazar - Fabian Romo - John Boie - Jeromie Meyer                | Grande-Bretagne- Abdi Jama - Jim Palmer - Simon Brown - Kyle Marsh - Gregg Warburton - Harry Brown - Philip Pratt - Ben Fox - Peter Cusack - Lee Fryer - Lee Manning - Terry Bywater                                      | Allemagne- Alexander Budde - Aljaksandr Halouski - Julian Lammering - Jan Haller - Jan Sadler - Jens-Eike Albrecht - Lukas Glossner - Matthias Güntner - Nico Dreimüller - Thomas Böhme - Tobias Hell - Thomas Reier |
| Tournoi féminin  | Pays-Bas- Ilse Arts - Sylvana van Hees - Lindsay Frelink - Jitske Visser - Julia van der Sprong - Bo Kramer - Xena Wimmenhoeve - Cher Korver - Saskia Pronk - Carina de Rooij - Mariska Beijer - Ylonne Post | États-Unis- Alejandra Ibáñez - Abigail Bauleke - Josie Aslakson - Natalie Schneider - Rebecca Murray - Rose Hollermann - Kaitlyn Eaton - Lindsey Zurbrugg - Emily Oberst - Bailey Moody - Ixhelt Gonzalez - Courtney Ryan | Chine- Xuejing Chen - Xuemei Zhang - Tonglei Zhang - Guidi Lyu - Suiling Lin - Xiaolian Huang - Jingwen Chen - Qiaoling Qiu - Meimei Zhang - Yun Long - Jiameng Dai - Xiang He                                       |